# Růžena Skřivanová
Růžena Skřivanová (25. září 1903 – ???) byla česká a československá politička Československé strany národně socialistické (respektive Československé strany socialistické, jak byla roku 1948 přejmenována národně socialistická strana) a poválečná poslankyně Ústavodárného Národního shromáždění a Národního shromáždění ČSR.

## Biografie
Po parlamentních volbách v roce 1946 se stala poslankyní Ústavodárného Národního shromáždění za národní socialisty. Mandát ale nabyla až dodatečně v květnu 1948 jako náhradnice poté, co rezignoval poslanec Jaroslav Stránský. Do parlamentu nastoupila až po komunistickém převratu v roce 1948, kdy už byla národně socialistická strana ovládnuta prokomunistickou frakcí a přejmenována na Československou stranu socialistickou. V parlamentu zasedala jen krátce do voleb do Národního shromáždění roku 1948. Znovu měla převzít poslanecký post (nyní už v Národním shromáždění ČSR) v prosinci 1950 coby náhradnice poté, co rezignoval poslanec Štěpán Kobylka, ale mandát nepřevzala, slib nesložila a funkce se vzdala.